# Brudesløret
Brudesløret (de bruidssluier) is een waterval in de Geirangerfjord in Stranda (Møre og Romsdal). De waterval is 320 meter hoog en ligt ten westen van De zeven zusters. Het water valt vanaf de berg in de Geirangerfjord.